# .xyz
.xyz est un domaine de premier niveau du système de noms de domaines Internet, créé le 19 février 2014 et mis à disposition du public le 2 juin 2014. Son registre est la société britannique CentralNic (en).
 Alphabet est l'une des premières grandes sociétés à avoir acquis un domaine en .xyz.
Ce domaine est « général » c'est-à-dire qu'il n'a aucune restriction et sert à avoir un nom de domaine pas trop long si le nom voulu est déjà réservé en .com. Il y a de nombreux concurrents sur ce positionnement « général » comme par exemple le domaine .wtf.
Cependant, ce domaine connait une mauvaise réputation car il est souvent utilisé pour créer des sites d'hameçonnages.

## Statistiques d'usage
En janvier 2025, environ 4,4 millions de domaines utilisent l'extension .xyz.